# Ново Село (Рашка)
Ново Село је насеље у Србији у општини Рашка у Рашком округу. Према попису из 2022. било је 173 становника.

## Демографија
У насељу Ново Село живи 309 пунолетних становника, а просечна старост становништва износи 47,2 година (45,4 код мушкараца и 49,2 код жена). У насељу има 121 домаћинство, а просечан број чланова по домаћинству је 2,90.
Ово насеље је великим делом насељено Србима (према попису из 2002. године), а у последња три пописа, примећен је пад у броју становника.
|  |

| Демографија | Демографија | Демографија |
| Година      | Становника  | Становника  |
| ----------- | ----------- | ----------- |
| 1948.       | 399         |             |
| 1953.       | 619         |             |
| 1961.       | 638         |             |
| 1971.       | 596         |             |
| 1981.       | 527         |             |
| 1991.       | 417         | 416         |
| 2002.       | 351         | 352         |

| Етнички састав према попису из 2002.‍ | Етнички састав према попису из 2002.‍ | Етнички састав према попису из 2002.‍ | Етнички састав према попису из 2002.‍ | Етнички састав према попису из 2002.‍ |
| ------------------------------------ | ------------------------------------ | ------------------------------------ | ------------------------------------ | ------------------------------------ |
|                                      |                                      |                                      |                                      |                                      |
| Срби                                 | Срби                                 |                                      | 350                                  | 99,71%                               |
| непознато                            | непознато                            |                                      | 1                                    | 0,28%                                |

| Година пописа     | 1948. | 1953. | 1961. | 1971. | 1981. | 1991. | 2002. |
| ----------------- | ----- | ----- | ----- | ----- | ----- | ----- | ----- |
| Број домаћинстава | 67    | 100   | 107   | 118   | 124   | 118   | 121   |

| Број чланова      | 1  | 2  | 3  | 4  | 5  | 6 | 7 | 8 | 9 | 10 и више | Просек |
| ----------------- | -- | -- | -- | -- | -- | - | - | - | - | --------- | ------ |
| Број домаћинстава | 24 | 38 | 20 | 16 | 15 | 5 | 2 | 1 | 0 | 0         | 2,90   |

| Пол    | Укупно | Неожењен/Неудата | Ожењен/Удата | Удовац/Удовица | Разведен/Разведена | Непознато |
| ------ | ------ | ---------------- | ------------ | -------------- | ------------------ | --------- |
| Мушки  | 169    | 55               | 102          | 7              | 2                  | 3         |
| Женски | 147    | 17               | 103          | 26             | 1                  | 0         |
| УКУПНО | 316    | 72               | 205          | 33             | 3                  | 3         |

| Пол    | Укупно                    | Пољопривреда, лов и шумарство | Рибарство                            | Вађење руде и камена | Прерађивачка индустрија       |
| ------ | ------------------------- | ----------------------------- | ------------------------------------ | -------------------- | ----------------------------- |
| Мушки  | 67                        | 6                             | 0                                    | 24                   | 3                             |
| Женски | 30                        | 16                            | 0                                    | 4                    | 1                             |
| УКУПНО | 97                        | 22                            | 0                                    | 28                   | 4                             |
| Пол    | Производња и снабдевање   | Грађевинарство                | Трговина                             | Хотели и ресторани   | Саобраћај, складиштење и везе |
| Мушки  | 1                         | 5                             | 0                                    | 0                    | 6                             |
| Женски | 0                         | 0                             | 0                                    | 1                    | 0                             |
| УКУПНО | 1                         | 5                             | 0                                    | 1                    | 6                             |
| Пол    | Финансијско посредовање   | Некретнине                    | Државна управа и одбрана             | Образовање           | Здравствени и социјални рад   |
| Мушки  | 0                         | 3                             | 7                                    | 0                    | 0                             |
| Женски | 0                         | 3                             | 0                                    | 0                    | 2                             |
| УКУПНО | 0                         | 6                             | 7                                    | 0                    | 2                             |
| Пол    | Остале услужне активности | Приватна домаћинства          | Екстериторијалне организације и тела | Непознато            | Непознато                     |
| Мушки  | 0                         | 0                             | 0                                    | 12                   | 12                            |
| Женски | 0                         | 0                             | 0                                    | 3                    | 3                             |
| УКУПНО | 0                         | 0                             | 0                                    | 15                   | 15                            |